# Accident aérien du 28 février 1966 à Saint-Louis
Vous lisez un « bon article » labellisé en 2023.
L'accident aérien du 28 février 1966 à Saint-Louis est l'écrasement d'un avion d'entraînement Northrop T-38 Talon de la National Aeronautics and Space Administration (NASA) au Lambert Field — futur aéroport international de Lambert-Saint-Louis — à Saint-Louis dans le Missouri le 28 février 1966. Les deux passagers, Elliot See et Charles Bassett, deux aspirants-astronautes du programme Gemini, y trouvent la mort. L'appareil, piloté par See, en provenance de la base aérienne militaire Ellington, près d'Houston au Texas, s'écrase dans le bâtiment 101 de la McDonnell Aircraft Corporation qui se trouve à proximité de l'aérodrome de destination. Dans ce bâtiment, leur vaisseau spatial pour la mission Gemini 9 est en cours d'assemblage, mais n'est pas endommagé par l'accident.
Un groupe de la NASA, dirigé par le chef du Bureau des astronautes, Alan Shepard, enquête sur l'accident. Bien que le comité envisage des problèmes médicaux ou des problèmes de maintenance de l'aéronef, conjugués aux conditions météorologiques défavorables (pluie, brouillard et nuages bas) et à une défaillance du contrôle aérien, la conclusion finale est que l'accident est causé par une erreur de pilotage de See, qui n'a pas réussi à garder la piste en visuel.
À la suite de l'accident, l'équipage de réserve (Thomas Stafford et Eugene Cernan) prend la place de l'équipage principal pour la mission Gemini 9, prévue pour le début du mois de juin 1966. James Lovell et Buzz Aldrin, auparavant réservistes pour la mission Gemini 10, deviennent réservistes de la prochaine mission et sont affectés à la rotation normale en tant qu'équipage principal de la mission Gemini 12. Sans l'expérience de Gemini, il est peu probable qu'Aldrin aurait été affecté à la mission Apollo 11, au cours de laquelle il devient le deuxième homme à marcher sur la Lune.

## Contexte
La National Aeronautics and Space Administration (NASA) utilise à partir du milieu des années 1960 une flotte d'avions Northrop T-38 Talon achetés spécifiquement pour être utilisés par des membres du corps des astronautes et utilisés principalement pendant leur formation pour des missions spatiales au Manned Space Center — futur centre spatial Lyndon B. Johnson — de Houston, au Texas.
Les astronautes Elliot See et Charles Bassett, respectivement sélectionnés dans le groupe 2 et 3 de la NASA, sont l'équipage principal affecté à la mission Gemini 9. Avec l'équipage de réserve pour la mission, Thomas Stafford et Eugene Cernan, ils se rendent à Saint-Louis depuis Houston au Texas où l'essentiel de leur formation est dispensée. Dans le Missouri, ils doivent avoir deux semaines de formation sur simulateur pour les procédures de rendez-vous spatial et d'amarrage chez McDonnell Aircraft Corporation, l'entrepreneur principal du vaisseau spatial Gemini. Il s'agit d'un vol de routine qu'ils ont effectués plusieurs fois auparavant.

## Accident

### Écrasement
See et Bassett volent dans un avion d'entraînement biplace à réaction Northrop T-38 Talon (variante A), immatriculé NASA 901 (numéro de série Air Force 63-8181), avec See aux commandes et Bassett sur le siège arrière. Un second T-38, NASA 907, transporte Stafford et Cernan dans la même configuration. Les deux appareils décollent de la base aérienne militaire d'Ellington au Texas à 7 h 35 CST, avec See en tête et Stafford en position d'ailier. Le temps au Lambert Field de Saint-Louis est mauvais, avec de la pluie, de la neige et du brouillard, des nuages morcelés à 244 m (800 ft) et un plafond nuageux de 457 m (1 500 ft), nécessitant une procédure d'approche aux instruments. Lorsque les deux appareils émergent sous les nuages peu avant 9 heures du matin, les deux pilotes réalisent qu'ils ont manqué le marqueur extérieur et dépassé la piste d'atterrissage.

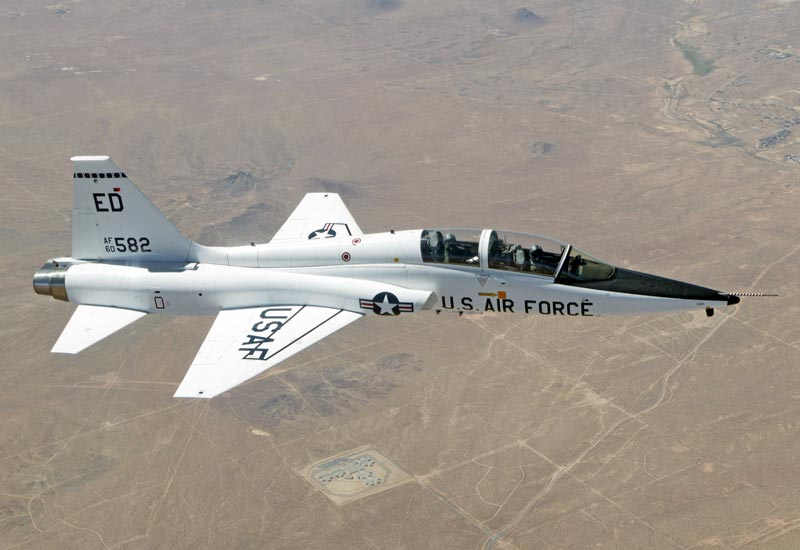
Un Northrop T-38 Talon de l'United States Air Force (USAF) en 2010.

See choisit alors d'effectuer une approche indirecte à vue, une procédure d'atterrissage simplifiée permettant le vol selon les règles de vol aux instruments, tant que le pilote peut garder l'aérodrome et tout avion précédent en vue. Les conditions météorologiques signalées à l'aéroport sont compatibles avec ce type d'approche, mais la visibilité est irrégulière et se détériore rapidement. Stafford commence à suivre l'avion de See, mais quand il le perd de vue dans les nuages, il suit plutôt la procédure standard pour une approche interrompue et remonte son avion dans les nuages pour une nouvelle tentative d'atterrissage aux instruments.
See réalise un cercle complet à gauche à une altitude de 152 m (500 ft) à 183 m (600 ft) et annonce son intention d'atterrir sur la piste sud-ouest (codifiée 6/24),. Avec le train d'atterrissage sorti et les volets pleins, l'avion descend rapidement mais trop loin à gauche de la piste,. See allume son système de postcombustion pour augmenter la puissance tout en tirant le manche vers le haut et en tournant sèchement à droite, mais à basse altitude. Quelques secondes plus tard, à 8 h 58 CST, l'avion heurte le toit du bâtiment 101 de la McDonnell Aircraft Corporation du côté nord-est de l'aéroport. Il perd son aile droite et son train d'atterrissage à l'impact, puis s'écrase dans un parking proche du bâtiment qui est alors utilisé comme zone de construction.
Les deux astronautes meurent instantanément du traumatisme subi lors de l'accident. See est projeté hors du poste de pilotage et est retrouvé dans le parking encore attaché à son siège éjectable avec le parachute partiellement ouvert. Bassett est lui décapité à l'impact, sa tête étant retrouvée plus tard dans la journée.

### Conséquences immédiates
À l'intérieur du bâtiment 101, dix-sept employés et prestataires de McDonnell sont blessés, la plupart par des chutes de débris,. L'un d'eux est envoyé à l'hôpital pour une blessure grave au dos. L'écrasement déclenche plusieurs petits incendies à l'intérieur du bâtiment et provoque des inondations mineures causées par des tuyaux et des extincteurs automatiques à eau cassés. See et Bassett sont morts à moins de 150 mètres du vaisseau spatial qu'ils devaient faire voler en orbite. Ce dernier était dans les dernières étapes de son assemblage dans une autre partie du bâtiment 101. Le vaisseau spatial S/C9 n'est pas endommagé, mais un morceau de débris de l'aile du T-38 heurte le vaisseau spatial S/C10 inachevé prévu pour Gemini 10.
Stafford et Cernan, encore en train de voler dans les nuages dans le second T-38, n'ont aucune idée de ce qui est arrivé à leurs partenaires de vol. Les contrôleurs aériens sont perturbés par les deux avions en vol tentant différentes actions après l'approche initiale ratée et ils ne comprennent pas de leur position qu'un avion s'est écrasé. Après un certain retard, Stafford et Cernan sont invités à s'identifier et autorisés à atterrir, mais ils ne sont informés de l'accident qu'au sol,. Bien que bouleversé par la perte de ses collègues et amis proches, Stafford agit en tant que contact principal avec la presse pour la NASA sur les lieux jusqu'à ce que d'autres membres de l'agence arrivent pour le remplacer plus tard dans la journée. Les femmes des deux astronautes décédés, Marilyn Denahy et Jeannie Martin (qui habitent sur la base avec leur famille) sont soutenues par Marylin Lovell et Joan Ann Aldrin, épouses de James Lovell et de Buzz Aldrin.
L'accident de See et Bassett intervient à peine deux jours après le tout premier vol (expérimental et inhabité) du programme Apollo : AS-201.

## Enquête

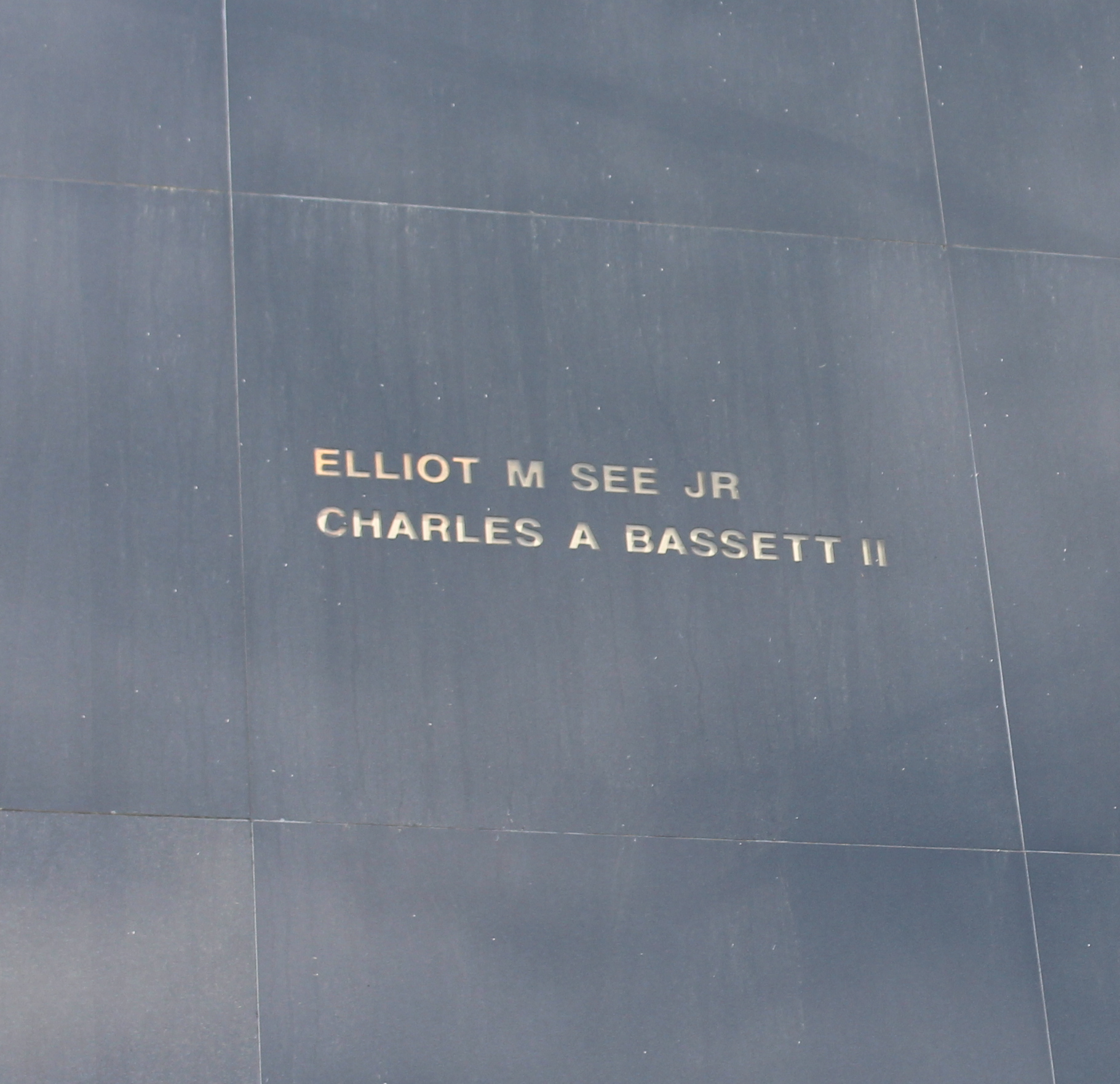
Le nom de See et de Bassett sur le Space Mirror Memorial.

La NASA désigne immédiatement une commission de sept personnes pour enquêter sur l'accident, dirigée par le chef du Bureau des astronautes Alan Shepard. Les membres arrivent sur place l'après-midi de l'accident et débutent leur travail. Plusieurs dizaines de témoins sont interrogés, les débris de l'appareil sont examinés et l'historique de vol ainsi que les dossiers médicaux des pilotes sont étudiés. Le 27 mai 1966, trois mois après l'écrasement, la commission rend son rapport. 
Alors que la commission évalue les éventuels facteurs médicaux, la maintenance des avions, les conditions météorologiques et la gestion par le contrôle aérien, c'est une erreur de pilotage, liée à l'incapacité de See « à maintenir la référence visuelle pour un atterrissage » qui est retenue comme la principale cause de l'accident. La mauvaise visibilité, causée par d'importants nuages, du brouillard et de la pluie, a empêché See de voir correctement la piste. Sa vitesse, trop faible pour remonter, ne lui a pas permis de repartir malgré les tentatives pour redresser l'appareil.
See est décrit comme un pilote « très motivé, stable et bien intégré » ainsi que « prudent et conservateur » dans le rapport d'accident. Dans ses mémoires, l'astronaute en chef Donald Slayton est moins diplomate, qualifiant les compétences de pilotage de See de « datées »,,. D'autres, y compris Neil Armstrong qui a travaillé avec See en tant qu'équipage de réserve de Gemini 5, ont depuis défendu les capacités de pilotage de See,. See cumule à sa mort plus de 3 900 heures de temps de vol, dont plus de 3 300 heures en avion à réaction.

## Postérité

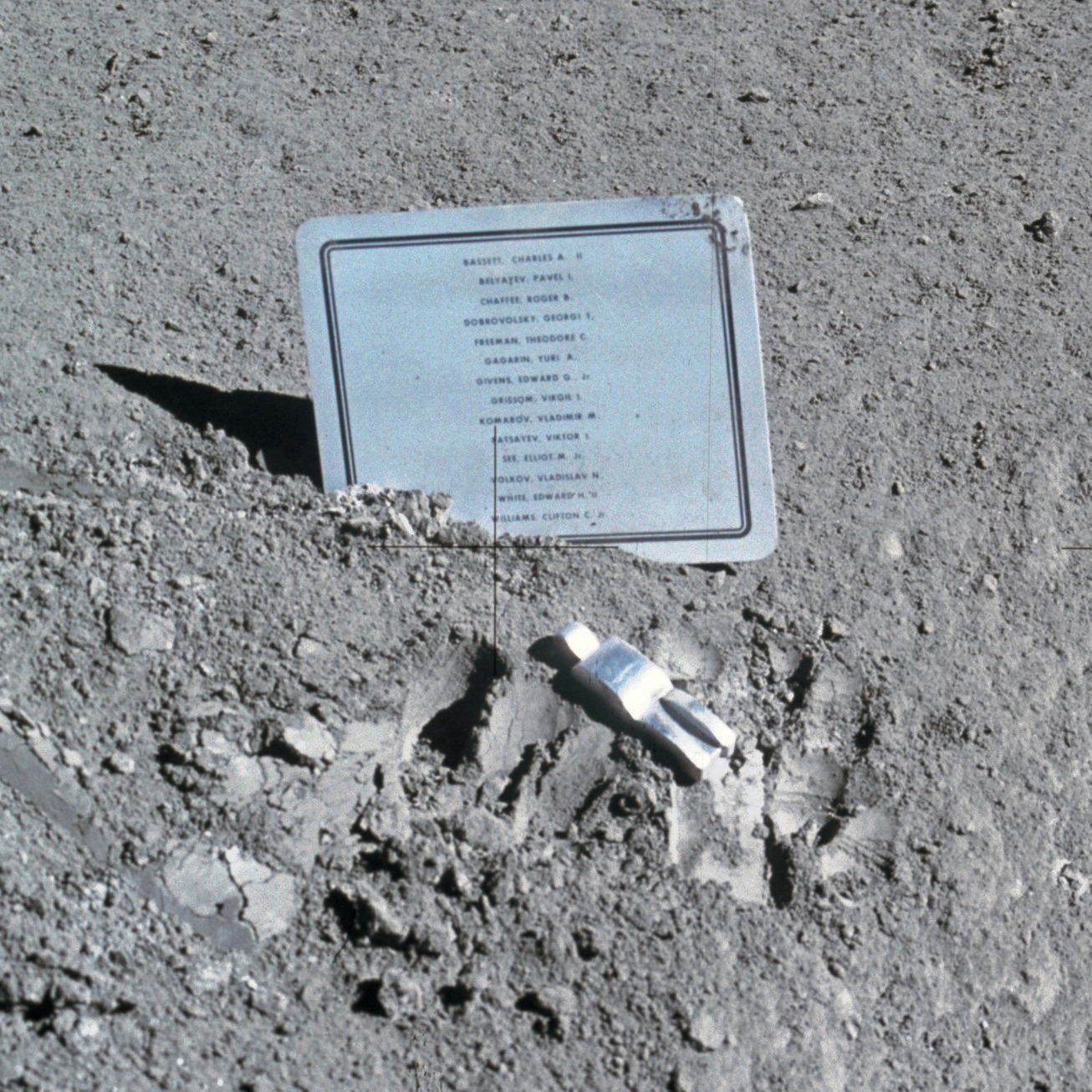
Sculpture Fallen Astronaut et plaque commémorative portant notamment les noms de See et de Bassett,, déposés sur la Lune par Apollo 15.

Comme l'accident n'affecte pas les opérations de vol spatial et que le vaisseau spatial lui-même n'est pas endommagé — il est expédié à la NASA deux jours après l'accident — l'accident ne cause ni retards ni modifications techniques dans le programme spatial des États-Unis. Cependant, la perte de l'équipage principal de Gemini 9 amène la NASA à remanier les affectations des équipages pour les missions Gemini et Apollo suivantes. Ainsi, Stafford et Cernan, équipage de réserve, sont déplacés comme équipage principal pour Gemini 9, rebaptisé Gemini 9A. Ils effectuent la mission de leurs collègues morts trois mois plus tard. James Lovell et Buzz Aldrin, auparavant équipage de réserve de Gemini 10, deviennent l'équipage de réserve pour Gemini 9A, et par le biais de la rotation normale, ils sont ensuite affectés en tant qu'équipage principal pour Gemini 12. Sans l'expérience de Gemini, il est peu probable qu'Aldrin aurait été affecté à la mission Apollo 11, au cours de laquelle il devint le deuxième homme à marcher sur la Lune.
Deuxième et troisième morts du programme spatial américain après Theodore Freeman, See et Bassett reçoivent des funérailles avec les honneurs militaires puis sont inhumés au cimetière national d'Arlington le 4 mai 1966.